# اینگراد
اینگراد (روسی: OAO Открытые инвестиции) شرکت املاک و مستغلات روسی است، که در سال ۲۰۰۲ تأسیس شد.